# Institut européen de Politique Spatiale
L’Institut européen de politique spatiale (en anglais European Space Policy Institute, ESPI) a vu le jour en novembre 2003 à la suite d'une décision du Conseil de l'Agence spatiale européenne (ESA) en 2002 en réponse aux recommandations faites au directeur général de l'ESA par le Comité pour la politique spatiale à long terme de l'ESA.
Créé conjointement par l'ESA et l'Agence spatiale autrichienne (agence qui appartient au République d’Autriche- Ministère de Tutelle BMVIT), l'ESPI est situé à Vienne, en Autriche.
L'ESPI a pour mission de réaliser des études et recherches visant à fournir aux décideurs un point de vue indépendant, sur le moyen ou long terme, concernant les questions relatives à la gouvernance de l'espace.
Par ses activités, l'ESPI doit contribuer à faciliter les processus de prise de décisions, à sensibiliser aux technologies spatiales et à leurs applications les leaders d'opinion, le grand public et les communautés d'utilisateurs, et à soutenir les étudiants et les chercheurs dans leurs travaux liés à l'espace.
Pour remplir ces objectifs, l'Institut s'appuie un réseau d'experts et de centres d'excellence travaillant avec les analystes de l'ESPI.

## Rôle, fonctionnement et objectifs
L'ESPI doit agir comme :
- un catalyseur d'intérêts au sein de la communauté spatiale ;
- une antenne pour relayer les travaux d'importance mondiale et promouvoir la politique spatiale européenne ;
- un point de ralliement pour les réseaux et les groupes de réflexion associés à la stratégie spatiale pour l'Europe ;
- un forum d'analyse de la stratégie européenne pour l'espace ;
- un institut d'accueil et de soutien pour les chercheurs et les universitaires intéressés dans l'espace ;

L'Institut, qui est complètement indépendant de l'ESA et de l'Autriche, est administré par un secrétariat (directeur et trésorier), et représenté par un directeur. Un comité directeur, composé d'anciens dirigeants politiques et de scientifiques de haut niveau, conseille l'ESPI pour la recherche sur les politiques et les activités de réseau, et est élu par l'assemblée générale pour une période de trois ans. L'assemblée générale se réunit au moins une fois par an.
L'adhésion à l'ESPI est ouverte à tous : aux administrations européennes liées à l'espace, aux organisations intergouvernementales de recherche, aux universités, aux instituts, à l'industrie et à tous ceux concernés par le domaine spatial.
Les types de projets de recherche de l'ESPI :
- projets de base : ces grands projets sont proposés par le Secrétariat ou un membre de l'ESPI en suivant les indications données par le comité directeur ;
- projets occasionnels : ils sont commandés par des clients externes, mais doivent être conforme aux objectifs de l'Institut ;
- projets de publications avec la maison d´édition Springer.

L'ESPI est censé fournir une politique de recherche spatiale indépendante et complète. Les rapports et documents émis par l'institut européen de politique spatiale sont mis à la disposition de tous ceux qui sont concernés par les questions spatiales au sein de l'Europe.

## Organisations membres
Membres fondateurs
- L'Agence spatiale européenne
- L'Agence autrichienne de promotion de la recherche/Agence de l'aéronautique et du spatial : FFG (Forschungsförderungsgesellschaft mbH)

Membres
- Arianespace
- L’Agence spatiale italienne : (Agenzia Spaziale Italiana, ASI)
- Le Centre national d'études spatiales (CNES)
- L'Agence spatiale allemande : DLR (Deutsches Zentrum für Luft- und Raumfahrt)
- EADS (European Aeronautic Defence And Space Company)
- Eumetsat
- Eutelsat communications
- L'Agence spatiale norvégienne : NR (Norsk Romsenter)
- La Haute Représentation belge pour la politique spatiale
- Thales Alenia Space

Appuyé par le ministère fédéral des Transports, de l'Innovation et de la Technologie (Autriche): BMVIT (Bundesministerium für Verkehr, Innovation und Technologie)